# Palacio del deseo
Palacio del deseo (1957, Qaṣr al-Šawq, del original en árabe قصر الشوق), es la segunda parte de la Trilogía de El Cairo, obra cumbre del escritor egipcio Naguib Mahfuz, galardonado con el Premio Nobel de Literatura en 1988. Ambientada en la capital del Nilo, la historia se desarrolla entre los años 1924 y 1927, y a través de la familia Abd el-Gawwad, el lector podrá acercarse a la sociedad y problemas de la época.
A esta etapa se le conoce como el "experimento liberal en el gobierno egipcio". Egipto deja de ser oficialmente un protectorado británico y se convierte en una monarquía parlamentaria con el partido Wafd a la cabeza.
El título de la novela hace referencia a la calle, Qaṣr al-Šawq (Palacio del deseo) en donde se encuentra la casa de uno de sus protagonistas, Yasín Abd al-Gawwad. Esta calle se ubica en El Cairo viejo o El Cairo fatimí.

## Resumen de la trama
En un país todavía bajo la influencia británica, la población asiste a cierta apertura y a la relajación de las costumbres religiosas en forma de diversiones y excesos, en el sexo y en la bebida. El señor Ahmad, padre de la familia, se caracteriza por llevar una doble vida, pues se muestra severo y religioso ante su familia, mientras que es visto como bebedor, elocuente y mujeriego entre sus amistades. La muerte de su hijo Fahmi pospuso sus vicios, al menos durante un tiempo, y mientras se va  dando cuenta de que la vejez le va alcanzando.
Su mujer, Amina, es una madre dócil y puritana, que respeta a su marido y cumple con los deberes religiosos de forma estricta. Se verá muy afectada por la muerte de su hijo Fahmi.
El hijo mayor, Yasín, sigue fielmente los pasos de su padre en cuanto a los vicios, y sus aventuras con las mujeres le costarán a la familia más de un disgusto.
Por su parte, se encuentra el hijo menor, Kamal, en el que quizás podríamos ver algunos tintes autobiográficos. Kamal es un gran enamorado de su amor platónico Aida Shaddad, y un ferviente buscador de la verdad. Estudia magisterio, aunque se inclina más por la literatura y la filosofía. Sus ricos amigos, permiten al lector adentrarse en los entresijos de la clase alta de la época. Kamal experimenta una crisis religiosa y pierde la fe, después de haber sido un niño muy devoto y asiduo de la mezquita de Al-Husayn.
Las dos hijas, Aisha y Jadiga, se han casado ya, con los hermanos Jalil e Ibrahim Shawkat, a los que les han dado descendencia. 
A partir de estos y otros personajes cercanos a la familia, se van sucediendo los acontecimientos. Egipto asiste a la concesión británica de cierta soberanía, mientras la moda de vestir parisina, y nuevos conceptos de vida y belleza se van introduciendo en el país. Se entremezclan aspectos viejos como el nepotismo, la influencia de la religión y brotes de enfermedades como el tifus, con novedades como la ciencia a través de Darwin, los coches o ciertos derechos para las mujeres.
Parte de la acción de la novela se traslada de El Cairo fatimí al barrio de al-Abbasiyya, en donde habita la familia de Aida Shaddad. Los habitantes de este barrio pertenecen a la nueva clase alta de El Cairo, sofisticada, cosmopolita y educada según los valores europeos.
En cuanto al estilo, la maestría del autor, que juega con las combinaciones de palabras, crea una belleza difícil de imaginar. La naturaleza es muchas veces el destino de sus más elaboradas oraciones. Por otro lado, los diálogos, son en gran medida ingeniosos, especialmente cuando intervienen el señor Ahmad o la contestona Jadiga.